# 류량
류량(柳亮(유양), 1354년 ~ 1416년)은 고려 말 조선 초의 문신이다. 본관은 문화(文化). 자는 명중(明仲). 시호는 충경(忠景).

## 생애
고려조 1382년(우왕 8) 장원으로 과거에 급제하여 1390년(공양왕 2) 형조판서가 되었다.
조선 태조 때에 이조전서, 계림 부윤, 강릉 대도호부사를 지냈으며, 태종 때에 참지삼군부, 예문관 대제학, 우의정을 지냈다.
정1품 공신으로 문성부원군에 봉하여졌다.
강릉 부사로 있었을 때에는 강릉의 백성들이 덕있는 정치에 감동하여 살아있음에도 불구하고 사당을 세웠다.

## 사후
그의 묘 《류량선생묘》는 경기도 남양주시 조안면 시우리에 있다. 봉분은 부인 정안 이씨와의 합장묘로 2기가 나란히 놓여 있다. 묘역은 전체적으로 3단의 계단식 모양인데 맨 윗단에는 봉분과 묘비를, 가운데에는 문인석을, 아래에는 멀리서도 무덤이 있음을 알려주는 망주석(望柱石)을 놓았다. 왼쪽 봉분 아래에는 긴 돌을 이용하여 3단으로 둘레석을 둘렀으며 오른쪽 부인의 봉분은 2단으로 둘렀다. 묘역 아래에는 왕이나 고관 등의 평생업적을 기리기 위해 무덤 근처 길가에 세워주는 신도비(神道碑)가 서 있는데 1959년에 후손들이 만든 것이다. 1984년 9월 12일 경기도기념물 제78호로 지정되었다.
시호는 충경이며 그의 후손은 문화 류씨 충경공파를 이루었다.

## 가족 관계
- 할아버지 : 류보발(柳甫發)
  - 아버지 : 류계조(柳繼祖)
  - 어머니 : 구영검(具榮儉)의 딸
    - 부인 : 조덕유(趙德裕, 평양 조씨)의 딸
      - 장남 : 류좌(柳佐) 자부 : 정총(鄭摠)의 딸
        - 손자 : 류상영(柳尙榮)

      - 차남 : 류근(柳謹)
      - 자부 : 이직(李稷)의 딸

    - 부인 : 이원발(李元發, 연안 이씨)의 딸
      - 삼남 : 류경생(柳京生)
      - 자부 : 하연(河演)의 딸
        - 손자 : 류찬(柳纘)
        - 손녀 : 이징(李澄)에게 출가
        - 손녀 : 이인견(李仁堅)에게 출가
        - 손녀 : 정지손(정지손)에게 출가

      - 사남 : 류강생(柳江生)
      - 자부 : 이원로(李원로)의 딸
      - 오남 : 류한생(柳漢生)
      - 자부 : 최근우(崔근宇)의 딸